# Majid Jordan
I Majid Jordan sono un duo musicale canadese, formato dal cantante Majid Al Maskati e dal produttore Jordan Ullman. Legato dal 2011 alla OVO Sound, il duo ha pubblicato 2 album in studio e un EP oltre a prendere parte al successo globale di Drake Hold On, We're Going Home.

## Storia del gruppo
Il duo musicale si forma nel 2011 in seguito all'incontro casuale dei due componenti, ai tempi entrambi studenti universitari a Toronto, in un bar. Pochi giorni dopo tale incontro, i due pubblicano il loro primo brano Hold Tight su SoundCloud; successivamente il duo pubblica l'EP Afterhours utilizzando lo pseudonimo "Good People". Quest'ultima pubblicazione permette loro di attirare l'attenzione del produttore Noah Shebib, che permette loro di ottenere un contratto discografico con l'etichetta co-fondata da Drake OVO Sound. Due anni più tardi collaborano con lo stesso Drake nel singolo Hold On, We're Going Home, diventato un grande successo internazionale nonché vincitore di un MTV Video Music Award.
Nel 2014 pubblicato l'EP A Place Like This, supportato dal brano omonimo in qualità di primo singolo. Nel 2015 pubblicano vari singoli fra cui la collaborazione con Drake My Love, per poi lanciare l'album di debutto eponimo nel febbraio 2016. Il singolo My Love ottiene la certificazione oro in Canada. Nel 2017 pubblicano il loro secondo album The Space Between, preceduto da vari singoli tra cui la collaborazione con PartyNextDoor One I Want, anch'essa certificata oro in Canada. Negli anni successivi continuano a pubblicare vari singoli, tra cui una collaborazione con Khalid nel 2019, e a produrre musica per altri artisti.

## Discografia

### Album
- 2016 – Majid Jordan
- 2017 – The Space Between
- 2021 - ‘’ Wildest Dreams ‘’

### EP
- 2011 – Afterhours (come Good People)
- 2014 – A Place Like This

### Singoli
- 2014 – A Place Like This
- 2014 – Her
- 2015 – Forever
- 2015 – My Love (feat. Drake)
- 2016 – Something About You
- 2017 – Phases
- 2017 – One I Want (feat. PartyNextDoor)
- 2017 – Body Talk
- 2018 – Gave Your Love Away
- 2019 – Caught Up (feat. Khalid)
- 2019 – Superstar
- 2021 – Waves of Blue
- 2021 – Been Through That
- 2021 – Summer Rain

#### Come featuring
- 2013 – Hold On, We're Going Home (Drake feat. Majid Jordan)
- 2018 – Coming Home (ZHU feat. Majid Jordan)